# Arnsberg

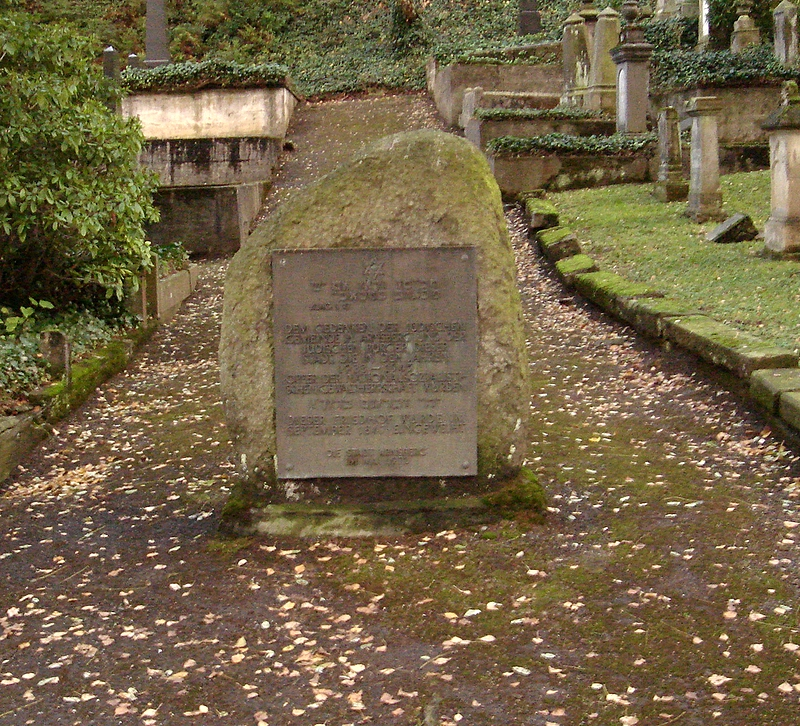
Jewish cemetery.

Arnsberg là một thị xã ở huyện Hochsauerland, bamg Nordrhein-Westfalen, nước Đức. Đô thị Arnsberg có diện tích 193,45 km². 

## Đô thị giáp ranh
- Ense
- Möhnesee
- Warstein
- Meschede
- Sundern
- Balve
- Menden

## Các trung tâm
Arnsberg bao gồm 15 khu dân cư:
- Neheim (23.448 dân)
- Arnsberg (19.355 dân)
- Hüsten (11.304 dân)
- Oeventrop (6.713 dân)
- Herdringen (4.118 dân)
- Bruchhausen (3.337 dân)
- Müschede (2.870 dân)
- Voßwinkel (2.523 dân)
- Niedereimer (2.082 dân)
- Holzen (2.022 dân)
- Rumbeck (1.305 dân)
- Wennigloh (1.004 dân)
- Bachum (959 dân)
- Breitenbruch (219 dân)
- Uentrop (346 dân)

## Đô thị kết nghĩa
- Alba Iulia, România
- Deventer, Hà Lan
- Fos-sur-Mer, Pháp
- London Borough of Bexley, Vương quốc Anh
- Olesno, Ba Lan

## Cư dân nổi bật
- Fritz Cremer, nghệ sĩ
- Andrea Fischer, nhà chính trị
- Franz Friedrich Wilhelm von Fürstenberg, nhà chính trị
- Hans Bernd Gisevius, nhà ngoại giao
- Wilhelm Hasenclever, nhà chính trị
- Friedrich Merz, nhà chính trị
- Franz Müntefering, nhà chính trị
- Franz Stock, mục sư